# Nikolaj Maksjuta
Nikolaj Kirillovič Maksjuta (Zakharovka, 26 maggio 1947 – Mosca, 1º novembre 2020) è stato un politico, ingegnere e dirigente d'azienda russo.

## Biografia

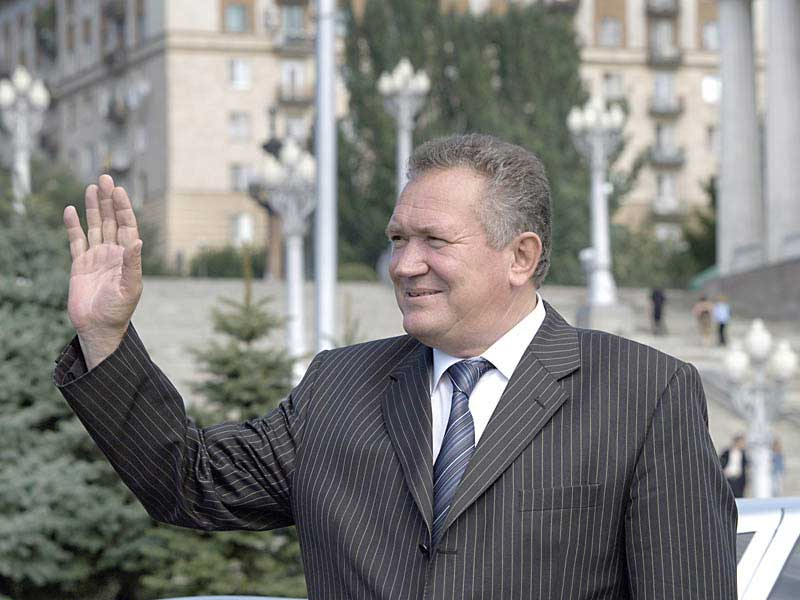
Nikolaj Maksjuta

Nacque nel villaggio di Zakharovka,  distretto di Novoukrainsky,  regione di Kirovograd,  SSR ucraina, da una famiglia di contadini. Il padre, Kirill Denisovich Maksjuta, era caposquadra di una brigata di trattori di una fattoria collettiva e partecipò sia alla Grande Guerra Patriottica sia alle guerre sovietico-giapponesi. La madre si chiamava Ksenia Ivanovna Maksjuta. 
Nel 1965, dopo essersi diplomato, entrò all'Istituto di costruzione navale Nikolaev, dove si laureò con lode come ingegnere meccanico. Nel 1971 fu inviato al cantiere navale di Volgograd dove rimase fino al 1995 percorrendo tutta la carriera professionale, da assistente caposquadra a direttore generale. 
Nell'ottobre 1995 fu eletto deputato della Duma cittadina di Volgograd dal Partito Comunista della Federazione Russa. Nella prima riunione fu eletto presidente della Duma. 
Fu per molti anni governatore dell'Oblast' di Volgograd: dopo essere stato eletto per la prima volta nel 1996, venne riconfermato nel 2004. Avrebbe dovuto completare il secondo mandato nel 2010, ma si dimise sul finire del 2009.
Maksjuta è morto per le complicazioni del COVID-19 nel novembre del 2020 all'età di 73 anni. La moglie era deceduta qualche settimana prima, per le stesse cause.